# Jean Hérold-Paquis
Pour les articles homonymes, voir Herold et Paquis (homonymie).
Jean Auguste Hérold, dit Hérold-Paquis, né à Arches (Vosges) le 4 février 1912 et fusillé au fort de Châtillon (dans l'actuelle commune de Fontenay-aux-Roses) le 11 octobre 1945, est un journaliste radiophonique français, connu pour ses chroniques pro-allemandes sur Radio-Paris sous le régime de Vichy.

## Biographie
Orphelin dès sa jeunesse, Jean Hérold sort de l'école sans qualification. Il débute dans le métier de journaliste à l'âge de 16 ans en entrant au quotidien spinalien de centre-gauche L'Express de l'Est. Il entre ensuite en 1930 au quotidien nancéien L'Éclair de l'Est avant de gagner en 1932 Paris où il collabore à L'Aube et au Jour, de Léon Bailby. Il commence à gagner quelque notoriété, après des débuts décevants, comme chroniqueur radiophonique dans le quotidien catholique Choisir. Il ajoutera à son patronyme le nom de Paquis, quartier d'Arches où il est né. Il a été condamné pour diffamation, escroquerie et entretien de concubine au domicile conjugal. 
En 1937, il s'engage dans la Bandera Jeanne d'Arc aux côtés des nationalistes pendant la guerre d'Espagne. D'avril 1938 à mars 1939, il devient célèbre en assurant les émissions en langue française à Radio-Saragosse, dans le camp franquiste. Il fonde en outre l'Association des amis de Radio-Saragosse, qui compte jusqu'à 18 000 membres. En 1939, il a l'occasion de rencontrer le maréchal Pétain, nommé ambassadeur de France en Espagne, accrédité auprès du général Franco. Il est âgé de 27 ans quand éclate la Seconde guerre mondiale.
Il prétend qu'après la défaite de 1940, c'est l'attaque d'une escadre française par les Britanniques à Mers el-Kébir qui l'a poussé à choisir la collaboration avec l'occupant. Il fut un sympathisant pro-allemand et des idées du national-socialisme, membre du Parti populaire français de Jacques Doriot et du comité d'honneur, réuni lors de la création de la section française de la Waffen-SS. 
Il s'est surtout fait connaître pendant l'Occupation par sa chronique militaire de Radio-Paris, tenue, à partir du 4 janvier 1942, après le journal radiophonique de vingt heures, dans laquelle il acclamait les succès de l'Axe et ridiculisait l'action des Alliés, avec ce célèbre leitmotiv : « L'Angleterre, comme Carthage, sera détruite ! ».  Il incarne, en résumé, l'état d'esprit du « Paris collaborationniste », très critique à l'égard du régime de Vichy, jugé « trop mou » dans sa politique de collaboration.
En août 1944, il fuit Paris et se réfugie en Allemagne. Il y poursuit ses chroniques à l'antenne de Radio-Patrie, qui émettait depuis le territoire allemand, mais, selon Céline, ne vint jamais à Sigmaringen.
Quand l'Allemagne est envahie, il tente de fuir. Ayant cédé au frère du ministre Abel Bonnard sa place dans l'avion qui emmène Pierre Laval en Espagne, puis ayant pénétré en Suisse, il y est arrêté, livré à la France le 8 juillet 1945 et incarcéré à la prison de Fresnes. Il est jugé et condamné à mort dès le 17 septembre 1945. L'accusation ne produit aucun témoin, se contentant de faire écouter à la cour les enregistrements des chroniques de l'accusé. Ce dernier se déclare heureux de la victoire alliée et affirme s'être trompé à l'époque des faits. Au procureur Boissarie, qui lui demande dans quel camp il était, Paquis répond : « Je suis dans le camp des vaincus, Monsieur le Commissaire du Gouvernement ». Il est fusillé à 33 ans au fort de Châtillon le 11 octobre 1945. 
Dans Nord, Louis-Ferdinand Céline écrit : « Hérold Paqui (sic) allant au poteau, pleurait, dépité... “ils ont pas fusillé Céline !” ». Pierre Dac, engagé dans la Résistance et chroniqueur sur  Radio Londres, où il a tourné en dérision et ridiculisé la propagande de Radio-Paris pendant la guerre, assiste à son procès. Il éprouve un certain respect pour la cohérence de l'accusé et « son attitude [...] rigoureusement impeccable », mais aussi du dégoût devant l'ambiance festive de mise à mort : « un homme qui va  recevoir douze balles dans la peau, ça ne me fait pas rire, et encore moins rigoler ».
Paquis écrit en prison un livre de souvenirs, publié après sa mort sous le titre Des Illusions… Désillusions !, qui reste un témoignage sur l'atmosphère délétère des derniers jours de la collaboration parisienne.

## Publications
- Coups durs, reportage romancé, Nancy, Imprimerie Marie-Louis Albertus, [1931]
- Paroles en l'air ? (Radio-journal de Paris), Paris, Les Documents contemporains, [1943]  (brochure)
- L'Angleterre comme Carthage, recueil éditorial du 14 février 1943 au 18 mars 1944, préface de Xavier de Magallon, Paris, Éditions du Centre d'études de l'Agence de presse Inter-France, 1944.
- Poèmes inédits, Paris, Cahiers de la Vérité, 1948.
- Des Illusions... Désillusions ! Mémoires 15 août 1944 - 15 août 1945, Paris, Bourgoin éditeur, 1948.
- Mémoires, préface de Xavier de Magallon, Paris, Déterna, « Documents pour l'histoire », 2003 (comprend : L'Angleterre comme Carthage et Des illusions, désillusions : 15 août 1944 - 15 août 1945).